# Albert Pétrot
Albert Pétrot est un homme politique français né le 3 juin 1857 à Paris et mort le 11 décembre 1897 dans la même ville.

## Biographie
Albert Pétrot était étudiant en droit à l’époque du Seize-Mai. Il se joignit à ceux qui combattaient « l’ordre moral » et à dix-huit ans, déjà connu comme journaliste et comme orateur, il était condamné pour un article hostile au gouvernement du maréchal de Mac-Mahon.
Inscrit au barreau de Paris, il donnait à cette époque tout son temps à la défense des déshérités de la société, des victimes des mœurs réactionnaires. Simultanément il collaborait au Bien Public, à la Vérité, aux Droits de l’Homme, au Citoyen, à la Libre-Pensée, à la Marseillaise.
Avocat, il est aussi franc-maçon du Grand Orient de France, il est vice-président du conseil de l'ordre en 1897. Il est conseiller municipal de Paris en 1887 et vice-président du conseil général de la Seine. Il est député de la Seine de 1893 à 1897, siégeant au groupe radical-socialiste.
Il est enterré au cimetière du Montparnasse (division 4).

### Sources
- « Albert Pétrot », dans le Dictionnaire des parlementaires français (1889-1940), sous la direction de Jean Jolly, PUF, 1960 [détail de l’édition]